# Francesco Antonioli
Francesco Antonioli (ur. 14 września 1969 w Monzy) – włoski piłkarz grający na pozycji bramkarza.

## Kariera
Jest wychowankiem AC Monza i w latach 1986–1988 występował w jej barwach w Serie B. Następnie przeszedł do A.C. Milan, ale był rezerwowym dla Giovanniego Gallego i Sebastiano Rossiego, wypożyczono go więc do AC Cesena, a następnie do Modena FC. W 1992 roku wrócił do Milanu i 18 kwietnia zadebiutował w Serie A w meczu z Interem Mediolan. W 1993 roku wywalczył swój pierwszy tytuł mistrza Włoch. W 1994 roku wypożyczono go do Pisy Calcio, a następnie sprzedano do Reggiany. W latach 1995–1999 bronił w FC Bologna, a w 1999 roku trafił do AS Roma. Tam był pierwszym bramkarzem i w 2001 roku po raz drugi w karierze został mistrzem Włoch. W 2003 roku odszedł z rzymskiego klubu do Sampdorii. Od 2006 roku ponownie był piłkarzem Bolonii, a w 2009 przeszedł do AC Cesena. Po spadku Ceseny do Serie B zakończył karierę.
Antonioli występował w młodzieżowych reprezentacjach Włoch, ale nigdy nie zadebiutował w dorosłej kadrze. Był za to jej członkiem na Euro 2000, skąd jako trzeci golkiper przywiózł srebrny medal za wicemistrzostwo Europy.